# VBET
VBET es una compañía internacional de apuestas en línea con sede central en Armenia. Fue fundada en 2003 por Vigen y Vahe Badalyan, VBET ofrece una plataforma de apuestas deportivas, casino en línea, casino en vivo, póquer, eSports y otros juegos en línea. Forma parte de Betconstruct, un proveedor mundial de tecnología y servicios para la industria de los juegos de azar.
En los últimos años se ha enfocado en brindar servicios para todos los mercados, pudiendo adaptarse y brindar experiencias a los usuarios. Esto hace que VBET pueda diferenciarse de otras empresas con servicios similares.

## Historia
La empresa fue fundada en 2003 con el nombre de Vivaro por los hermanos Badalyan, empresarios armenios, comenzó como una corredora de apuestas con base en tierra. El nombre de la empresa llevaba las iniciales de los dos hermanos fundadores (Vigen y Vahe), así como las de su padre (Roman).
En 2004, Vivaro lanzó su primer sitio web de apuestas en línea, una novedad en Armenia, ya que en ese momento los servicios en línea eran escasos en el país y recién se estaban introduciendo al público en general.
Para 2009, Vivaro tenía más de 300 casas de apuestas en todo el país. En los años siguientes, la empresa continuó su expansión y comenzó a diversificar sus ofertas y servicios.
En 2014, la empresa se lanzó al mercado internacional con un nuevo nombre e identidad, convirtiéndose así en VBET. Adquirió la licencia de Curaçao en 2014 y fue aprobada por la MGA (Autoridad de Juegos de Azar de Malta) en 2015, la UKGC (Comisión de Juegos de Azar del Reino Unido) en 2017, la ANJ (Autoridad Reguladora de Juegos de Azar en Línea) en 2018 y la SGA (Autoridad Sueca de Juegos de Azar) en 2020.

## Socios
En el mismo año, VBET se asoció con Univent para promover el evento de boxeo entre el campeón mundial de peso crucero de la AMB, Arsen Goulamirian y el australiano, Kane Watts, en París. VBET también patrocinó la próxima pelea de Goulamirian contra Constantin Bejenaru en Marsella.
 

## Premios y reconocimientos
VBET ganó la nominación para el Mejor Operador Online del Año 2018, en los Premios BEGE.
En 2020, VBET ganó el BR Premio, Más Apostando Compañía en Armenia.